# Římskokatolická farnost Netolice
Římskokatolická farnost Netolice je územním společenstvím římských katolíků v rámci prachatického vikariátu Českobudějovické diecéze.

## O farnosti

### Historie
Plebánie v Netolicích existovala zřejmě již ve 12. století.[zdroj?] V roce 1284 byl vysvěcen farní kostel Nanebevzetí Panny Marie. V roce 1743 byla místní farnost povýšena na děkanství.[zdroj?] V letech 1785–1789 krátce existoval Netolický vikariát. Filiální kostel sv. Václava, sloužící původně náboženským potřebám obyvatel předměstí, pochází z poloviny 13. století a v pozdější době byl několikrát přestavěn.

### Současnost
Netolice mají sídelního duchovního správce, který je zároveň administrátorem ex currendo ve farnostech Lhenice, Němčice u Netolic a Strýčice.
Ve farnosti při kostele působí Literátské bratrstvo při kůru svatého Václava v Netolicích.
| Kostel                         | Místo                        | Bohoslužba                 | Bohoslužba             | Poznámka         |
| ------------------------------ | ---------------------------- | -------------------------- | ---------------------- | ---------------- |
| Kaple                          | Hláska                       | neslouží se pravidelně     | neslouží se pravidelně | obecní kaple     |
| Kaple                          | Hradiště                     | neslouží se pravidelně     | neslouží se pravidelně | obecní kaple     |
| Kostel Nanebevzetí Panny Marie | Netolice                     | neděle úterý čtvrtek pátek | 9.30 7.00 18.00        | farní kostel     |
| Kostel sv. Václava             | Netolice                     | středa                     | 17.00                  | filiální kostel  |
| Oratorium                      | Netolice                     | pondělí                    | 15.30                  | v domově seniorů |
| Kaple                          | Netolice - zámek Kratochvíle | 2. sobota v měsíci         | 16.45                  | zámecká kaple    |
| Kaple                          | Žitná                        | neslouží se pravidelně     | neslouží se pravidelně | obecní kaple     |